# Nuno Frechaut
Nuno Miguel Frechaut Barreto [uitspraak: fɾɛˈʃo ; fresjoo] (Lissabon, 24 september 1977) – alias Nuno Frechaut, soms kortweg Frechaut genoemd  – is een Portugees voormalig voetballer. Hij was veelzijdig en kon op verscheidene posities als verdediger of als middenvelder worden ingezet. Hij speelde 17 interlands in het Portugees voetbalelftal.

## Clubcarrière
Frechaut stroomde door uit de jeugd van Vitória Setúbal in 1996. Hij speelde zijn hele jeugd voor dit team. Na vier jaar verruilde hij Setúbal voor FC Boavista. Hier speelde hij 84 competitiewedstrijden en scoorde vijf maal alvorens naar Dinamo Moskou te verkassen. Tijdens het Russische voetbalseizoen 2005 speelde hij vijftien Premjer-Liga-wedstrijden voor Dinamo. Na dat seizoen besloot hij terug te keren naar zijn vaderland. SC Braga was toen zijn volgende bestemming.
Tussen 2006 en 2009 kwam hij in 75 competitiewedstrijden in actie en deed er ook vier doelpunten bij. Twee keer werd er kwalificatie voor de UEFA Cup afgedwongen. Frechaut koos hierop voor een Frans intermezzo bij FC Metz, destijds een Ligue 2-club.
Frechaut zou twee seizoenen voor Metz spelen, waarna hij in 2011 terugkeerde naar Portugal. Bij de toenmalige Primeira Liga-club Naval 1º de Maio mocht Frechaut vervolgens amper acht keer meedoen. Zijn laatste club was Boavista, waar hij eerder speelde van 2000 tot 2004. In 2014 stopte hij op 37-jarige leeftijd met profvoetbal.

## Interlandcarrière
Frechaut speelde zeventien interlands in het Portugees voetbalelftal, tussen 2001 en 2005. Hierin wist hij echter geen doelpunten te scoren. Frechaut werd op vraag van bondscoach António Oliveira geselecteerd voor het WK 2002 te Japan en Zuid-Korea, waar hij samenspeelde met spelers als Luís Figo, Fernando Couto en Sergio Conceiçao. Frechaut speelde mee tegen Polen en begon zelfs aan de aftrap. De wedstrijd werd gewonnen door Portugal met 4–0 en was de enige overwinning voor Portugal op het WK 2002. In augustus 2004 nam Frechaut, als een van drie spelers ouder dan 23 jaar, met de Portugese selectie deel aan de Olympische Spelen in Athene. Fernando Meira (26) en Luís Boa Morte (27) waren de twee andere 'oudjes'. Tot de selectie op de Spelen in Athene behoorde ook Cristiano Ronaldo.
1 Baía ·
2 J. Costa ·
3 Xavier ·
4 Caneira ·
5 Couto  ·
6 Sousa ·
7 Figo ·
8 Pinto ·
9 Pauleta ·
10 R. Costa ·
11 Conceição ·
12 Viana ·
13 Andrade ·
14 Barbosa ·
15 Nélson ·
16 Ricardo ·
17 Bento ·
18 Frechaut ·
19 Capucho ·
20 Petit ·
21 Gomes ·
22 Beto Severo ·
23 Jorge ·
Coach: Oliveira
1 Moreira ·
2 Sérgio ·
3 Meireles ·
4 Alves ·
5 Ricardo Costa  ·
6 Meira ·
7 Ronaldo ·
8 Viana ·
9 Almeida ·
10 Martins ·
11 Ribeiro ·
12 Frechaut ·
13 Boa Morte ·
14 Bosingwa ·
15 Lourenço ·
16 João Paulo ·
17 Danny ·
18 Vale ·
Coach: Romão